# Kultura afanasjewska

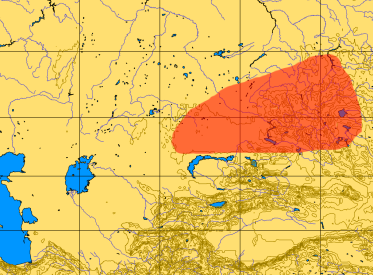
Orientacyjny zasięg kultury afanasjewskiej

Kultura afanasjewska – neolityczna kultura archeologiczna rozwijająca się nad górnym Jenisejem i w Ałtaju, datowana na lata 3000–1700 p.n.e. Nazwa pochodzi od stanowiska Afanasjewska Gora w Rosji.
Nad brzegami rzek zachowane ślady osad należące do ludu prowadzącego gospodarkę pastersko-myśliwską. Hodowano głównie bydło rogate, konie i owce. Narzędzia kamienne to głównie gładzone, trójkątne topory i groty strzał. Ceramika stosunkowo niedoskonała, często zdobiona motywem rybich ości. Jednak zmieniała się, z naczyń jajowatych i spiczastych wytwórcy przeszli do ceramiki płaskodennej. Sprowadzano wyroby miedziane (naczynia i ozdoby) z kierunku południowo-zachodniego. Być może w końcowej fazie pojawia się kucie miedzianych narzędzi i ozdób.
Początkowo groby wykładano kamieniami, również otaczano je dużymi głazami. Później pojawiają się groby przykryte czasami małym kurhanem, również otaczane dużymi kamieniami. Wiele grobów zbiorowych, do siedmiu osób. Szkielety w pozycji skurczonej, przysypane ochrą.
Część autorów wskazuje na podobieństwa i możliwość utworzenia kultury afanasjewskiej przez ludność napływającą z Europy Wschodniej (kultura grobów jamowych), również na możliwość, iż kultura afanasjewska była utworzona przez przodków Tocharów. Tereny kultury afanasjewskiej częściowo zajmuje później kultura andronowska.